# Palasport Fontescodella
Il Palas Fontescodella (storicamente noto anche nella dicitura PalaFontescodella), denominato per ragioni di sponsorizzazione Marpel Arena, e per le stesse ragioni nel 2020 rinominato in "Banca Macerata Forum" , è il più importante palazzetto dello sport della città di Macerata. Con una capienza di 2 200 posti, fino a gennaio 2015 ha ospitato le gare interne della Associazione Sportiva Volley Lube, storica squadra di pallavolo cittadina, trasferitasi prima a Treia poi a Civitanova Marche.
Dal 2015 disputa le partite casalinghe la Medea Montalbano Volley, militante in Serie B, che dal 2017 è diventata la nuova squadra cittadina cambiando la denominazione in Pallavolo Macerata. La società si è impegnata, contestualmente con il cambio di denominazione, a ristrutturare diversi ambienti dell'impianto, tra cui la nuova illuminazione, la riapertura del bar e la risistemazione dell'esterno.